# Grzegorz Pierczyński
Grzegorz Pierczyński – aktor musicalowy, wokalista-śpiewak.

## Życiorys
Absolwent Studium Wokalno-Aktorskiego przy Teatrze Muzycznym im. Danuty Baduszkowej w Gdyni. W latach 1996–2001 związany z Teatrem Muzycznym w Gdyni. Współpracował z Teatrem Powszechnym w Radomiu. Zagrał m.in. Symeona i Podczaszego w musicalu Józef i cudowny płaszcz snów w technikolorze, Mata w Romantycznych oraz krawca Motla w "krzypku na dachu.
Został aktorem Teatru Muzycznego Roma w Warszawie, w którym wystąpił w spektaklach: Crazy for You (jako Custus i Perkins), Miss Saigon, Grease (Eugene Florczyk i Johny Casino), Taniec wampirów (Profesor Abronsius), Koty (Kara Kotek), Akademii pana Kleksa (Weronik Czyścioch), Upiór w operze (Monsieur Lefèvre, dyrektor Richard Firmina).
W 2013 roku zaangażowany do roli Józefa K. w Procesie według Kafki (Nova Scena).

## Role teatralne[1]
- musical Józef i cudowny płaszcz snów w technikolorze – Teatr Powszechny w Radomiu (Symeon i Podczaszy),
- Romantyczni – Teatr Powszechny w Radomiu (Mat),
- Skrzypek na dachu – Teatr Powszechny w Radomiu (Krawiec Motel),
- Crazy For You – Teatr Muzyczny Roma w Warszawie (Custus i Perkins),
- Grease – Teatr Muzyczny Roma w Warszawie (Eugene Florczyk i Johny Casino)
- Taniec Wampirów – Teatr Muzyczny Roma w Warszawie (Profesor Abronsius i zespół wokalny)
- Koty – Teatr Muzyczny Roma w Warszawie (Kara Kotek)
- Akademia pana Kleksa – Teatr Muzyczny Roma w Warszawie (Weronik Czyścioch i zespół wokalny)
- Upiór w operze – Teatr Muzyczny Roma w Warszawie (Monsieur Lefèvre i Richard Firmin)
- Les Miserables – Teatr Muzyczny Roma w Warszawie (Thenardier i zespół wokalny)
- Aladyn JR – Teatr Muzyczny Roma w Warszawie (Razoul)
- Proces według Kafki — Nova Scena Teatru Muzycznego Roma (Józef K.)

## Filmografia (wybrane)
- 2014 – Lekarze – terapeuta Olecki (odc. 62)
- 2005 – Kryminalni – odc. 25 Łowcy dusz (członek sekty "Eden"),
- 2003 – M jak miłość – odc. 153 (wychowanek Domu Dziecka w Józefowie),
- 1998 – Teatr Telewizji: Przed premierą (kierownik)